# كريستيان كريستنسن (سياسي)
كريستيان كريستنسن (بالنرويجية البوكمول: Christian Christensen)‏ هو محرر وسياسي نرويجي، ولد في 15 مارس 1922، وتوفي في 5 نوفمبر 1994. حزبياً، نشط في حزب المحافظين.